# Tyranneau varié
Pogonotriccus poecilotis
Espèce
Synonymes
- Phylloscartes poecilotis[1]

Statut de conservation UICN

 LC  : Préoccupation mineure
Le Tyranneau varié (Pogonotriccus poecilotis) est une espèce de passereaux de la famille des Tyrannidae,.
Plusieurs sources classent cette espèce sous le nom de Phylloscartes poecilotis,. En effet, le genre Pogonotriccus a longtemps été fusionné avec le genre Phylloscartes. Malgré tout, en 2004, John W. Fitzpatrick, dans le 9e volume du Handbook of the Birds of the World, choisit de traiter Pogonotriccus comme un genre séparé en se basant sur les légères différences de comportement des oiseaux des deux genres. Frank Gill and David Donsker reconnaissent ensuite également Pogonotriccus comme un genre séparé pour le compte du Congrès ornithologique international.

## Distribution
Cet oiseau vit dans les Andes, du nord de la Colombie à l'ouest du Venezuela, à l'est de l'Équateur et au sud du Pérou,,.

## Systématique
Cette espèce est monotypique selon la classification de référence du Congrès ornithologique international (version 9.1, 2019).